# Adelsheim
Adelsheim è una città tedesca di 5 255 abitanti, situata nel land del Baden-Württemberg.

## Famiglia nobile
I von Adelsheim erano nobili svevi derivanti dai conti von Düren (XIII sec.); Poppo von Düren nel 1298 fu capostipite della famiglia che nel XIV secolo acquistò la signoria di Adelsheim e parte di quella di Sennfeld. Presero allora il nome dal Burg Adelsheim, loro sede familiare; Hans nel 1324 fu il primo della famiglia conosciuto come von Adelsheim. I fratelli Beringer e Poppo vennero creati cavalieri nel 1347 e amministrarono i propri feudi e la fortezza di Herbolzheim per conto del principe vescovo di Wuerzburg. Nel 1374 l'imperatore Carlo IV gli concesse i diritti feudali. Götz nel 1480 fu vice vicario imperiale per l'Alsazia. Dal 1550, quando divennero baroni col predicato nobiliare “bei Buchen” (dalla residenza posta ad ovest di Mergentheim), fino alla fine del XVII secolo acquisirono notevoli ricchezze con i feudi di Edelfingen, Binau am Neckar, Laudenberg, Sennfeld, Volkshausen, 1/3 di Hachtel, Nassau bei Weikersheim, ¾ di Wachsbach, 2/3 di Dörtel, ecc., facendo parte del cantone equestre di Odenwald in Franconia. Nel 1580 furono immatricolati nel cantone di Rhön e Werra. Johann Friedrich fece parte del Consiglio equestre del cantone di Odenwald, con vari riconoscimenti nel 1717 da parte dell'imperatore Carlo VI d'Asburgo. Dal 1830 vennero elevati a baroni bavaresi.